# Вернонија (Орегон)
Вернонија (енгл. Vernonia) град је у америчкој савезној држави Орегон.

## Демографија
По попису из 2010. године број становника је 2.151, што је 77 (-3,5%) становника мање него 2000. године.
| Група             | 2000.         | 2010.         |
| Белци             | 2.102 (94,3%) | 1.961 (91,2%) |
| Афроамериканци    | 4 (0,2%)      | 7 (0,3%)      |
| Азијати           | 11 (0,5%)     | 11 (0,5%)     |
| Хиспаноамериканци | 50 (2,2%)     | 91 (4,2%)     |
| Укупно            | 2.228         | 2.151         |